# 三和町 (茨城県)
三和町（さんわまち）は、茨城県にあった町である。
2005年（平成17年）9月12日に古河市、総和町とともに合併し、新しい古河市となった。

## 地理
関東平野の中部に位置し、茨城県西部の猿島郡に属する。

### 隣接している自治体
- 茨城県
  - 結城市
  - 坂東市
  - 結城郡八千代町
  - 総和町
  - 境町
- 栃木県
  - 小山市

## 歴史

### 年表
- 1953年（昭和28年）5月18日 - 国道125号が制定。
- 1955年（昭和30年）2月11日 - 猿島郡幸島村、八俣村、結城郡名崎村が合併し三和村（みわむら）となる。
- 1969年（昭和44年）1月1日 - 三和村が町制施行、即日改称して三和町（さんわまち）となる。
- 1992年（平成4年）4月8日 - 新4号国道が全線開通。
- 2005年（平成17年）9月12日 - 古河市、総和町と合併し、新しい古河市となる。

### 行政区域変遷
- 変遷の年表

| 三和町町域の変遷（年表） | 三和町町域の変遷（年表） | 三和町町域の変遷（年表） |
| 年                       | 月日                     | 旧三和町町域に関連する行政区域変遷 |
| ------------------------ | ------------------------ | --- |
| 1889年（明治22年）       | 4月1日                   | 町村制施行により、以下の町村がそれぞれ発足。 - 猿島郡 - 幸島村 ← 諸川村・五部村・上和田村・諸川新田・下片田村・大和田村・上片田村・駒込村・新和田村・仁連村 - 八俣村 ← 北山田村・山田村・東山田村・谷貝村・長左衛門新田の一部 - 結城郡 - 名崎村 ← 恩名村・長左衛門新田の一部・江口村・尾崎村・尾崎村新田・成田新田・水口村新田 |
| 1955年（昭和30年）       | 2月11日                  | 幸島村・八俣村・名崎村が合併し三和村（みわむら）が発足。 |
| 1955年（昭和30年）       | 6月                      | 三和村の一部（成田新田）は八千代町に編入。 |
| 1969年（昭和44年）       | 1月1日                   | 三和村は町制施行・改称し三和町（さんわまち）となる。 |
| 1975年（昭和50年）       |                          | - 三和町の一部（尾崎の一部）は結城市に編入。 - 結城市の一部（北南茂呂・東茂呂・七五三場の各一部）は三和町に編入。 |
| 2005年（平成17年）       | 9月12日                  | 三和町は古河市・総和町とともに合併し古河市が発足。三和町は消滅。 |

- 変遷表

| 三和町町域の変遷表（※細かな境界の変遷は省略） | 三和町町域の変遷表（※細かな境界の変遷は省略） | 三和町町域の変遷表（※細かな境界の変遷は省略） | 三和町町域の変遷表（※細かな境界の変遷は省略） | 三和町町域の変遷表（※細かな境界の変遷は省略） | 三和町町域の変遷表（※細かな境界の変遷は省略） | 三和町町域の変遷表（※細かな境界の変遷は省略） | 三和町町域の変遷表（※細かな境界の変遷は省略） | 三和町町域の変遷表（※細かな境界の変遷は省略） | 三和町町域の変遷表（※細かな境界の変遷は省略） |
| 1868年 以前                                   | 1868年 以前                                   | 1868年 以前                                   | 明治元年 - 明治22年                           | 明治22年 4月1日                               | 明治22年 - 昭和19年                           | 昭和20年 - 昭和64年                           | 昭和20年 - 昭和64年                           | 平成元年 - 現在                               | 現在                                          |
| --------------------------------------------- | --------------------------------------------- | --------------------------------------------- | --------------------------------------------- | --------------------------------------------- | --------------------------------------------- | --------------------------------------------- | --------------------------------------------- | --------------------------------------------- | --------------------------------------------- |
| 猿島郡                                        |                                               | 諸川村                                        | 諸川村                                        | 幸島村                                        | 幸島村                                        | 昭和30年2月11日 三和村                        | 昭和44年1月1日 町制                           | 平成17年9月12日 古河市                        | 古河市                                        |
| 猿島郡                                        | 五部村                                        |                                               |                                               | 幸島村                                        | 幸島村                                        | 昭和30年2月11日 三和村                        | 昭和44年1月1日 町制                           | 平成17年9月12日 古河市                        | 古河市                                        |
| 猿島郡                                        | 上和田村                                      |                                               |                                               | 幸島村                                        | 幸島村                                        | 昭和30年2月11日 三和村                        | 昭和44年1月1日 町制                           | 平成17年9月12日 古河市                        | 古河市                                        |
| 猿島郡                                        | 諸川新田                                      |                                               |                                               | 幸島村                                        | 幸島村                                        | 昭和30年2月11日 三和村                        | 昭和44年1月1日 町制                           | 平成17年9月12日 古河市                        | 古河市                                        |
| 猿島郡                                        | 下片田村                                      |                                               |                                               | 幸島村                                        | 幸島村                                        | 昭和30年2月11日 三和村                        | 昭和44年1月1日 町制                           | 平成17年9月12日 古河市                        | 古河市                                        |
| 猿島郡                                        | 大和田村                                      |                                               |                                               | 幸島村                                        | 幸島村                                        | 昭和30年2月11日 三和村                        | 昭和44年1月1日 町制                           | 平成17年9月12日 古河市                        | 古河市                                        |
| 猿島郡                                        | 上片田村                                      |                                               |                                               | 幸島村                                        | 幸島村                                        | 昭和30年2月11日 三和村                        | 昭和44年1月1日 町制                           | 平成17年9月12日 古河市                        | 古河市                                        |
| 猿島郡                                        | 駒込村                                        |                                               |                                               | 幸島村                                        | 幸島村                                        | 昭和30年2月11日 三和村                        | 昭和44年1月1日 町制                           | 平成17年9月12日 古河市                        | 古河市                                        |
| 猿島郡                                        | 新和田村                                      |                                               |                                               | 幸島村                                        | 幸島村                                        | 昭和30年2月11日 三和村                        | 昭和44年1月1日 町制                           | 平成17年9月12日 古河市                        | 古河市                                        |
| 猿島郡                                        | 仁連村                                        |                                               |                                               | 幸島村                                        | 幸島村                                        | 昭和30年2月11日 三和村                        | 昭和44年1月1日 町制                           | 平成17年9月12日 古河市                        | 古河市                                        |
| 猿島郡                                        |                                               | 北山田村                                      | 北山田村                                      | 八俣村                                        | 八俣村                                        | 昭和30年2月11日 三和村                        | 昭和44年1月1日 町制                           | 平成17年9月12日 古河市                        | 古河市                                        |
| 猿島郡                                        | 山田村                                        |                                               |                                               | 八俣村                                        | 八俣村                                        | 昭和30年2月11日 三和村                        | 昭和44年1月1日 町制                           | 平成17年9月12日 古河市                        | 古河市                                        |
| 猿島郡                                        | 東山田村                                      |                                               |                                               | 八俣村                                        | 八俣村                                        | 昭和30年2月11日 三和村                        | 昭和44年1月1日 町制                           | 平成17年9月12日 古河市                        | 古河市                                        |
| 猿島郡                                        | 谷貝村                                        |                                               |                                               | 八俣村                                        | 八俣村                                        | 昭和30年2月11日 三和村                        | 昭和44年1月1日 町制                           | 平成17年9月12日 古河市                        | 古河市                                        |
| 猿島郡                                        | 長左衛門新田 の一部                           |                                               |                                               | 八俣村                                        | 八俣村                                        | 昭和30年2月11日 三和村                        | 昭和44年1月1日 町制                           | 平成17年9月12日 古河市                        | 古河市                                        |
| 猿島郡                                        |                                               | 恩名村                                        | 恩名村                                        | 名崎村 の一部                                 | 名崎村の一部                                  | 昭和30年2月11日 三和村                        | 昭和44年1月1日 町制                           | 平成17年9月12日 古河市                        | 古河市                                        |
| 猿島郡                                        | 長左衛門新田の一部                            |                                               |                                               | 名崎村 の一部                                 | 名崎村の一部                                  | 昭和30年2月11日 三和村                        | 昭和44年1月1日 町制                           | 平成17年9月12日 古河市                        | 古河市                                        |
| 猿島郡                                        |                                               | 江口新田                                      | 明治14年 江口村                               | 名崎村 の一部                                 | 名崎村の一部                                  | 昭和30年2月11日 三和村                        | 昭和44年1月1日 町制                           | 平成17年9月12日 古河市                        | 古河市                                        |
| 猿島郡                                        | 尾崎村                                        |                                               |                                               | 名崎村 の一部                                 | 名崎村の一部                                  | 昭和30年2月11日 三和村                        | 昭和44年1月1日 町制                           | 平成17年9月12日 古河市                        | 古河市                                        |
| 猿島郡                                        | 尾崎村新田                                    |                                               |                                               | 名崎村 の一部                                 | 名崎村の一部                                  | 昭和30年2月11日 三和村                        | 昭和44年1月1日 町制                           | 平成17年9月12日 古河市                        | 古河市                                        |
| 猿島郡                                        | 水口村新田                                    |                                               |                                               | 名崎村 の一部                                 | 名崎村の一部                                  | 昭和30年2月11日 三和村                        | 昭和44年1月1日 町制                           | 平成17年9月12日 古河市                        | 古河市                                        |

## 交通

### 鉄道
町内に鉄道路線は通っていない。最寄り駅は、東日本旅客鉄道（JR東日本）東北本線（宇都宮線）の古河駅。

### 道路
- 一般国道
  - 国道4号（新4号国道）
  - 国道125号
- 主要地方道
  - 茨城県道17号結城野田線
  - 茨城県道23号筑西三和線
  - 茨城県道56号つくば古河線
- 一般県道
  - 茨城県道124号新宿新田総和線
  - 茨城県道125号中里坂東線
  - 茨城県道126号尾崎境線